# Albert Maertens
Albert Maertens (Aardenburg, 26 april 1915 – Oostende, 23 mei 2015) was een Vlaams liberaal denker en voormalig directeur-generaal van Het Laatste Nieuws.

## Jeugd
Maertens werd geboren in Aardenburg, even over de Nederlandse grens, waar zijn ouders vanwege de Eerste Wereldoorlog verbleven, maar groeide op in Torhout. Zijn vader was er actief in het Willemsfonds. Als student rechten aan de Gentse universiteit was hij voorzitter van het Liberaal Vlaams Studentenverbond en medeoprichter van het tijdschrift Neohumanisme. Tijdens de Tweede Wereldoorlog was hij actief in het verzet, waar hij aan spionage deed en in samenwerking met Henri Story en Karel Poma het sluikblad De Kleine Belg oprichtte. Na zijn arrestatie door de Duitsers in 1942 werd hij vrijgelaten bij gebrek aan bewijzen.

## Carrière
Na de oorlog werd Maertens de rechterhand van Julius Hoste jr. bij Het Laatste Nieuws. Na het overlijden van Hoste in 1954 was hij tot 1985 directeur-generaal van de krant. Daarnaast was hij van 1967 tot 1969 ook voorzitter van de Raad van Bestuur van de toenmalige BRT. 

## Ideologie
Als directeur-generaal verankerde Maertens de Vlaams-liberale en humanistische lijn van Het Laatste Nieuws, onder meer door de oprichting van de Stichting Het Laatste Nieuws (nu Raad Het Laatste Nieuws), die als onafhankelijke scheidsrechter waakt over de ideologische lijn van de krant.
Hoewel hij nooit politiek op de voorgrond trad, was Albert Maertens een vormgever van het Vlaams en sociaal liberalisme. Hij had een grote invloed in onder meer de Liberale Partij en de latere PVV, het Liberaal Vlaams Verbond en de Vlaamse cultuursector in Brussel.